# Mas de Casablanca
El Mas de Casablanca és una casa del municipi de Tortosa (Baix Ebre) inclosa en l'Inventari del Patrimoni Arquitectònic de Catalunya.

## Descripció
Destaquen, entre el conjunt d'edificacions, el cos principal que serveix d'habitatge té una façana orientada a l'est i amb elements característics de textura i color de l'època. És una de les poques mostres que resten íntegres de casa agrícola de finals del segle xix i principis del XX. L'altre element que caracteritza el conjunt és la torre quadrada, que tenia funcions de pou o cisterna en la seva part baixa i probablement de colomar a la part superior. Aquesta dualitat caracteritza l'element i el fa que sigui l'únic exemple conegut d'aquestes terres. De la torre cal destacar-ne els materials emprats: maçoneria (a baix), totxo (a dalt), ceràmica (a la coberta), i la forma constructiva per realitzar-la i sobretot la coberta piramidal i el ràfec d'aquesta. Les restes d'elements arquitectònics són fruit de les necessitats agrícoles i s'han produït en diferents moments i qualitats de construcció.